# Alyxia palawanensis
Alyxia palawanensis är en oleanderväxtart som beskrevs av F. Markgraf. Alyxia palawanensis ingår i släktet Alyxia och familjen oleanderväxter. Inga underarter finns listade i Catalogue of Life.